# Chrysophyllum oliviforme
Chrysophyllum oliviforme, también conocido como caimitillo, es un árbol de la familia Sapotaceae originaria de la Florida, las Bahamas, las Antillas Mayores, y Belice.   La parte superior de la hoja es de color verde oscuro, mientras que la parte inferior es de color marrón claro o cobre. Este aspecto distintivo hace que sea un árbol muy agradable estéticamente, por lo que se utiliza comúnmente como planta ornamental en jardines y espacios públicos.

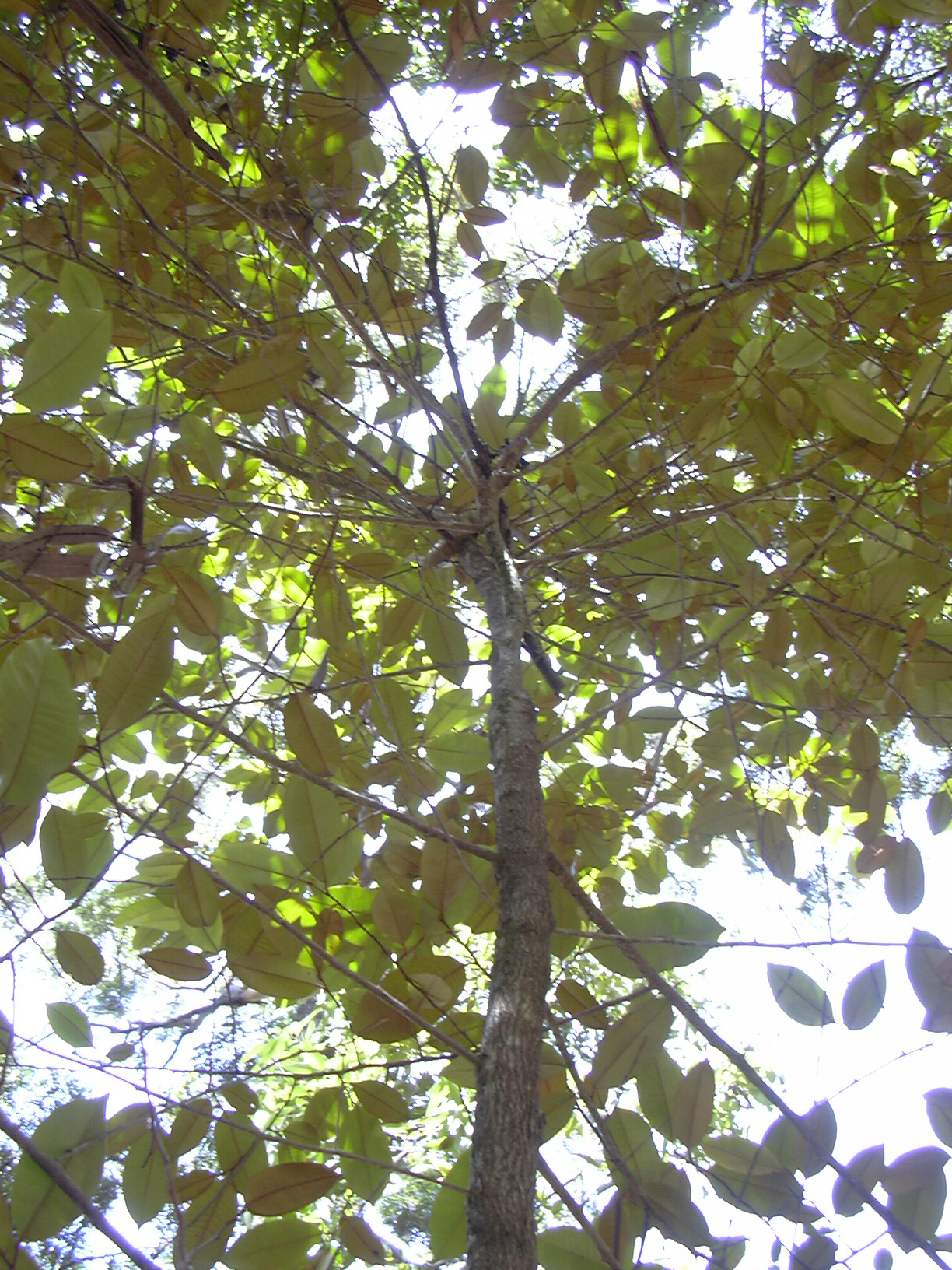
Vista de la planta

## Descripción
Son generalmente arbustos o pequeños árboles que alcanzan un tamaño de entre 3 y 5 m de altura, pero en buenas condiciones de crecimiento, pueden alcanzar hasta 10 m. Los troncos pueden tener alrededor de 30 cm de diámetro. La corteza es delgada, con fisuras y placas. Es de color gris-marrón en color. Típicamente sólo tienen un tronco. Las ramas son delgadas y de color marrón. Las ramas se inclinan ligeramente a medida que el árbol madura. Las hojas son alternas y   de un color verde oscuro brillante en la parte superior de color marrón y brillante en la parte inferior. Son tipos de hojas simples con venación pinnada. Las hojas son ovadas y varían en longitud de 3 a 11 cm. La amplitud de las hojas varía de 2 a 5 cm. Las hojas son perennes. Estos árboles dan flores durante todo el año en algunos lugares, como en la Florida, y en otros lugares en los que sólo florece entre julio y octubre, la fruta madurada se produce en febrero.  Las flores son pequeñas y de color amarillo cremoso en color.  Tienen 5 pétalos y 5 estambres. La inflorescencia es fasciculada. Las frutas que se forman son de color púrpura oscuro cuando está maduro y tienen una piel gomosa que cubre una carne blanquecina interna. Se asemejan a una aceituna en tamaño. Los frutos son comestibles, aunque son muy duros. Tienen varias semillas negras.

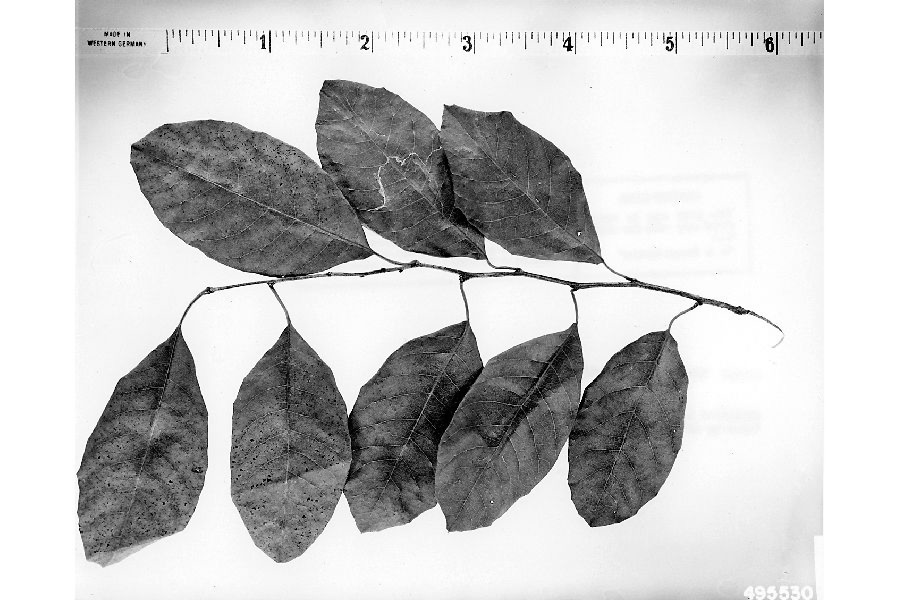
Las hojas son ovadas con venación pinnada

### Flores y frutos
Las flores son pequeñas, por lo general de alrededor de 3 a 5 cm  de diámetro, y tienen un color amarillo cremoso. Ellas son polinizadas por insectos. En Florida, las flores están presentes durante todo el año y también la fruta. Sin embargo, en algunos lugares, por ejemplo, Puerto Rico, las flores están presentes sólo entre julio y octubre. El fruto tarda varios meses en madurar y están generalmente maduras antes de febrero. Los frutos son aproximadamente del mismo tamaño que una aceituna y son de color verde a medida que maduran. Una vez que maduran se vuelven de un color púrpura oscuro. Normalmente hay varias semillas negras por fruto. Las semillas están protegidos por un interior carnoso blanco rodeado por una cubierta de tipo goma elástica. Cuando se corta, las semillas rezuman un líquido blanco lechoso. Las semillas son dispersadas por las aves que se comen los frutos y dispersan las semillas en sus heces. Estos árboles crecen a un ritmo más lento a lo largo de su desarrollo.

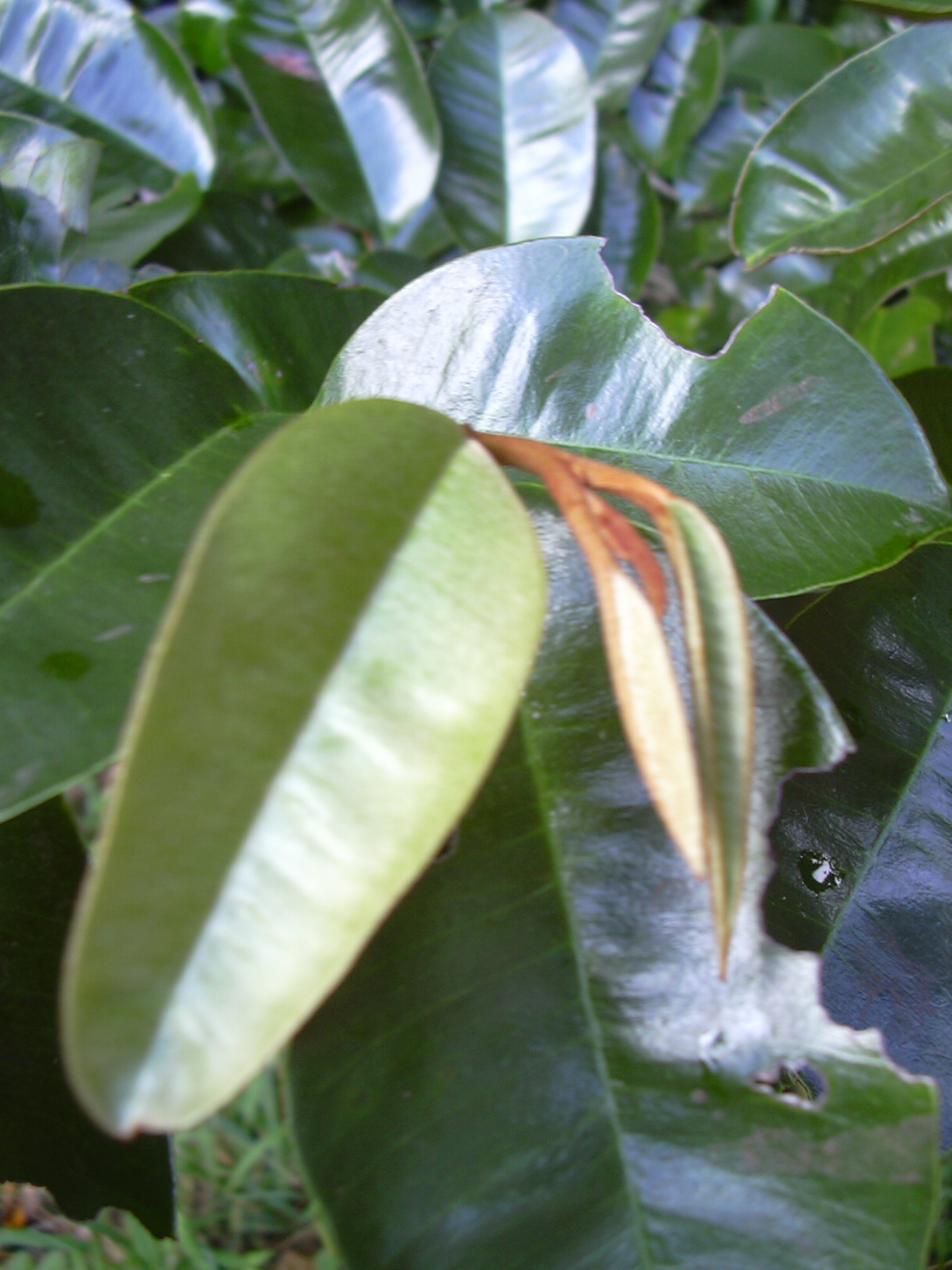
Hojas

## Distribución
Chrysophyllum oliviforme es nativo de la Florida, las Bahamas, las Antillas Mayores, y Belice. También se utiliza como un árbol decorativo en muchos países tropicales. Se ha declarado especie invasiva en Hawái y se ha naturalizado en la Polinesia Francesa. Viven en climas tropicales cálidos, debido a que no les va bien el frío y pueden ser severamente dañados por temperaturas inferiores a 0 °C.

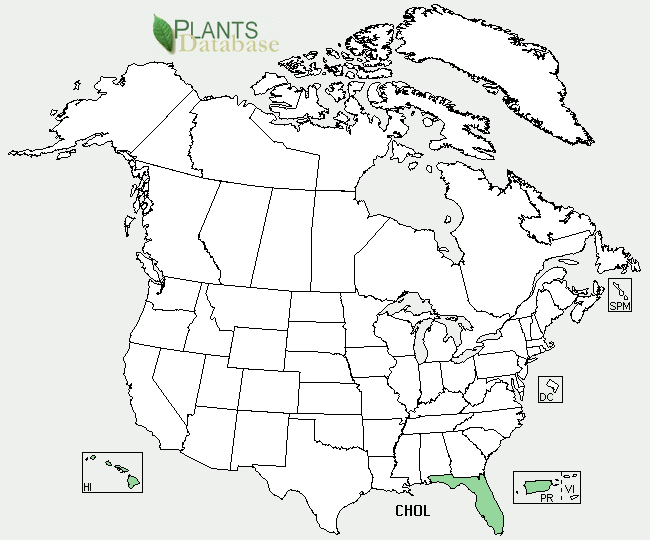
Distribución en los Estados Unidos

## Hábitat y ecología
Chrysophyllum oliviforme puede crecer en una variedad de tipos de suelo, incluyendo arcilla, arena, limo, alcalina o ácida, y con buen drenaje o húmedo. Crecen en la arena y la arcilla poco profunda en Puerto Rico, mientras que en Florida se les conoce por crecer en pinares y hamacas. Crecen bien en condiciones de poca elevación bosques secundarios húmedos. Tienen una baja tolerancia a la sal y una tolerancia moderada de la sequía a moderada. Pueden soportar pH entre 5 y 8. Como se mencionó anteriormente, pueden ser severamente dañados por temperaturas de congelación por debajo de 0 °C.

## Usos
Chrysophyllum oliviforme tienen frutos comestibles, que generalmente se consumen frescos.
la madera del árbol es dura, pesada, y fuerte,  se utiliza en la construcción. Es difícil de tallar, pero buena para las cosas tales como postes de cercas, vigas y otras situaciones donde se necesita un haz fuerte.
También se utiliza como un árbol decorativo para los astilleros, aceras y otros espacios públicos.

## Taxonomía
Chrysophyllum oliviforme fue descrita por Carlos Linneo y publicado en Systema Naturae, Editio Decima 2: 937, en 1759.

### Variedad aceptada
- Chrysophyllum oliviforme subsp. angustifolium (Lam.) T.D.Penn.

### Sinonimia
- Chrysophyllum acuminatum Lam.
- Chrysophyllum brachycalyx Urb.
- Chrysophyllum cainito var. microphyllum Jacq.
- Chrysophyllum claraense Urb.
- Chrysophyllum ferrugineum Gaertn.
- Chrysophyllum gonavense Urb.
- Chrysophyllum microphyllum A.DC.
- Chrysophyllum microphyllum (Jacq.) Jacq.
- Chrysophyllum miragoaneum Urb.
- Chrysophyllum monopyrenum Sw.
- Chrysophyllum monopyrenum var. microphyllum (Jacq.) Miq.
- Chrysophyllum pallescens (Urb.) Urb.
- Chrysophyllum platyphyllum (Urb.) Urb.
- Cynodendron oliviforme (L.) Baehni
- Dactimala oliviformis (L.) Raf.
- Guersentia oliviformis (L.) Raf.
- Sideroxylon derryanum King & Gamble[6]

## Nombres comunes
Caimitillo de Perro, Camitillo Cimarró, Teta de Burra, Macanabo, y Caimite Marron.